# Macolor macularis
Macolor macularis là một loài cá biển thuộc chi Macolor trong họ Cá hồng. Loài này được mô tả lần đầu tiên vào năm 1931.

## Từ nguyên
Tính từ định danh macularis trong tiếng Latinh có nghĩa là "có đốm", hàm ý có lẽ đề cập đến các chấm xanh trên vảy của loài cá này.

## Phạm vi phân bố và môi trường sống
Từ Kenya, Maldives và quần đảo Chagos, M. macularis có phân bố trải dài về phía đông đến Samoa và quần đảo Phoenix, ngược lên phía bắc đến Nam Nhật Bản, xa về phía nam đến Úc (gồm cả rạn san hô Great Barrier). M. macularis cũng được ghi nhận tại vùng biển Việt Nam. Do thường bị nhầm lẫn với Macolor niger mà M. macularis có thể có phạm vi rộng rãi hơn so với mô tả hiện nay.
M. macularis sống trên các rạn san hô ở độ sâu đến ít nhất là 90 m và có thể hợp thành đàn nhỏ, cá con thường sống đơn độc giữa những cụm san hô nhánh, huệ biển hoặc bọt biển.

## Mô tả

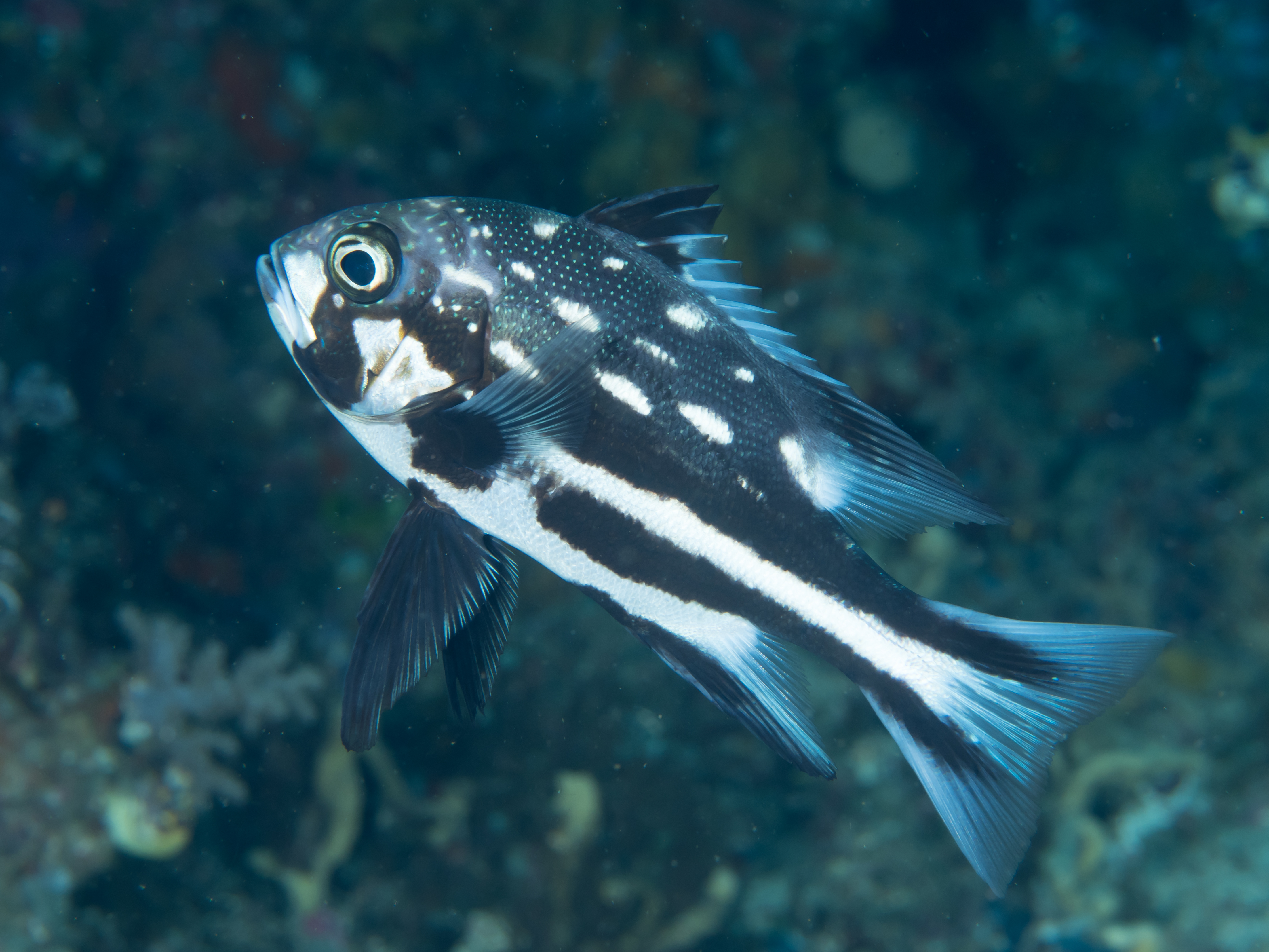
Cá đang lớn

Chiều dài cơ thể lớn nhất được ghi nhận ở M. macularis là 60 cm. Những cá thể nhỏ hơn 20 cm (chiều dài tổng thể) có màu đen ở thân trên, thường kèm theo khoảng 6–10 đốm trắng, và thân dưới có màu trắng. Vệt đen băng dọc qua mắt, và một vệt tương tự từ sau mắt kéo dài đến rìa nắp mang. Dải sọc đen từ ngực kéo dài đến thùy dưới của vây đuôi. Cá trưởng thành có màu nâu xám sẫm, hơi ửng vàng ở dưới đầu và thân dưới. Thân và các vây có nhiều đốm xanh óng, đầu cũng có các vân sọc tương tự.
Số gai ở vây lưng: 10; Số tia vây ở vây lưng: 13–14; Số gai ở vây hậu môn: 3; Số tia vây ở vây hậu môn: 10–11; Số tia vây ở vây ngực: 16–18; Số vảy ống đường bên: 50–55.

## Sinh thái

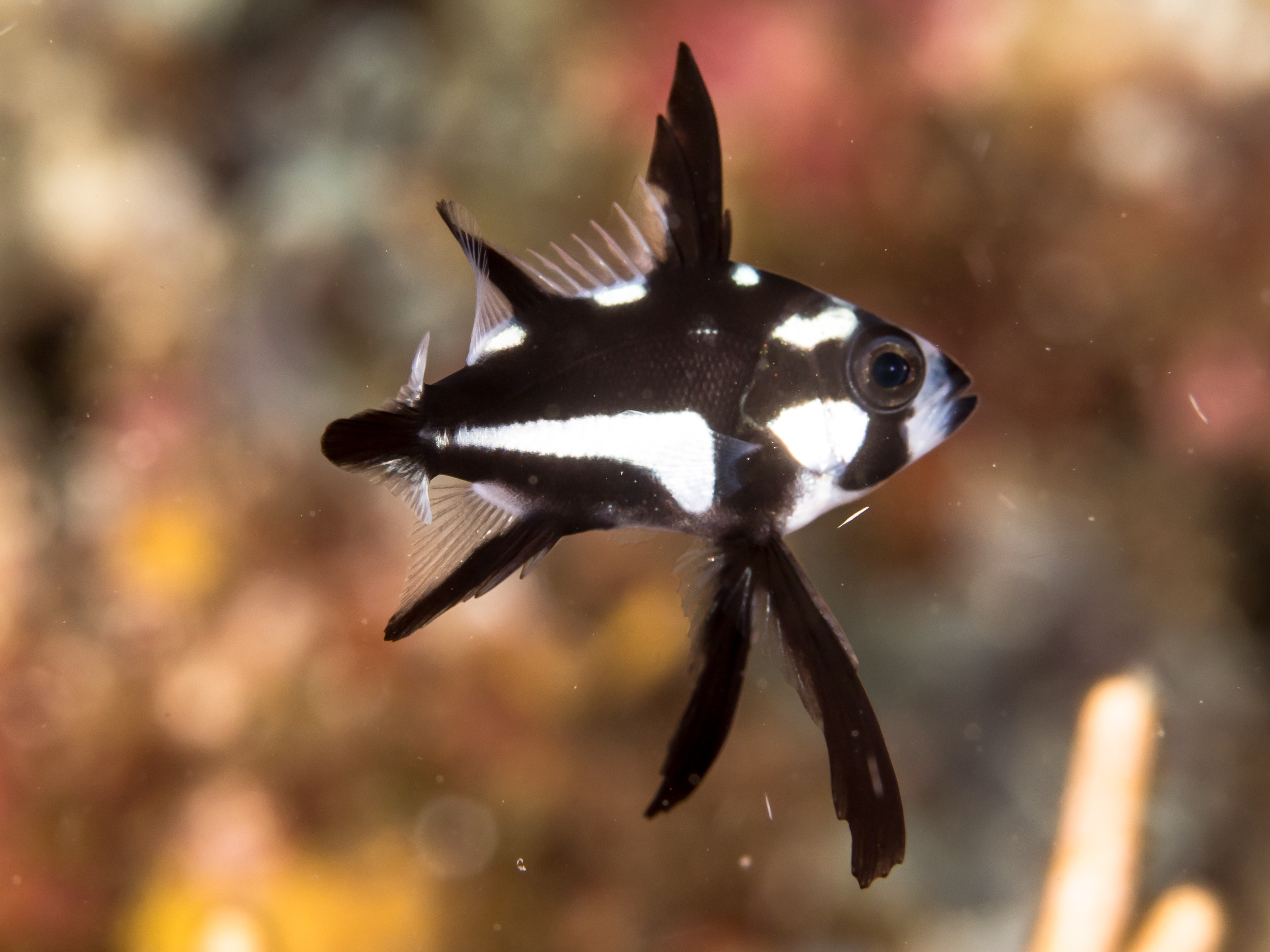
Cá con

Thức ăn của M. macularis là các loài cá nhỏ hơn và động vật giáp xác, nhưng chủ yếu ăn động vật phù du lớn vào ban đêm.
Những loài Macolor có thể sống đến 40–50 năm, tuy nhiên một cá thể M. macularis được thu thập từ bãi cạn Rowley có tuổi thọ lên đến 81, khiến chúng trở thành loài cá rạn san hô nhiệt đới sống thọ nhất được ghi nhận cho đến nay. Bên cạnh đó, một loài cá hồng cũng có tuổi thọ không kém M. macularis là mấy, Lutjanus bohar, với số tuổi ghi nhận là 79 và cũng được thu thập từ Rowley.

## Thương mại
M. macularis được đánh bắt thủ công, thường được bán tươi ở các chợ cá.